# James Edwards (acteur)
Pour les articles homonymes, voir Edwards et James Edwards.
James Edwards est un acteur américain, né James Johnson Edwards le 6 mars 1918 à Muncie (Indiana), décédé d'une crise cardiaque le 4 janvier 1970 à San Diego (Californie, États-Unis).

## Biographie
James Edwards débute au cinéma en 1949, d'une part dans le film de boxe Nous avons gagné ce soir (avec Robert Ryan), d'autre part dans le film de guerre La Demeure des braves (avec Lloyd Bridges), où il est le soldat Peter Moss, un de ses rôles les plus connus. En 1953, il participe à un autre film de boxe, The Joe Louis Story (en), biographie consacrée à Joe Louis. Il tourne également plusieurs autres films de guerre, dont Patton (avec George C. Scott dans le rôle-titre), son avant-dernier film, sorti en 1970, un mois exactement après son décès prématuré. En tout, il contribue à vingt-six films américains, le dernier sorti en 1972.
À la télévision, James Edwards apparaît dans vingt-neuf séries, entre 1953 et 1969, ainsi que dans un téléfilm (1969).

## Filmographie partielle

### Au cinéma
- 1949 : Nous avons gagné ce soir (The Set-Up) de Robert Wise
- 1949 : La Demeure des braves (Home of the Brave) de Mark Robson
- 1949 : L'Homme au chewing-gum (Manhandled) de Lewis R. Foster
- 1951 : J'ai vécu l’enfer de Corée (The Steel Helmet) de Samuel Fuller
- 1951 : La Nouvelle Aurore (Bright Victory) de Mark Robson
- 1952 : L'Invité à la noce (The Member of the Wedding) de Fred Zinnemann
- 1953 : The Joe Louis Story de Robert Gordon
- 1954 : Ouragan sur le Caine (The Caine Mutiny) d'Edward Dmytryk
- 1955 : The Phenix City Story de Phil Karlson
- 1955 : Sept Hommes en colère (Seven Angry Men) de Charles Marquis Warren
- 1956 : L'Ultime Razzia (The Killing) de Stanley Kubrick
- 1957 : Les Ailes de l'espérance (Battle Hymn) de Douglas Sirk
- 1957 : Cote 465 (Men in War) d'Anthony Mann
- 1958 : Tonnerre sur Berlin (Fräulein) d'Henry Koster
- 1958 : Le Combat mortel de Tarzan (Tarzan's Fight for Life) d'H. Bruce Humberstone
- 1958 : Anna Lucasta d'Arnold Laven
- 1959 : La Gloire et la Peur (Pork Chop Hill) de Lewis Milestone
- 1959 : Le Grand Damier (Night of the Quarter Moon)
- 1959 : Bood and Steel de Bernard L. Kowalski
- 1962 : Un crime dans la tête (The Manchurian Candidate) de John Frankenheimer
- 1965 : Le Chevalier des sables (The Sandpipper) de Vincente Minnelli
- 1968 : Un shérif à New York (Coogan's Bluff) de Don Siegel
- 1970 : Patton de Franklin J. Schaffner

### À la télévision (séries)
- 1955-1956 : Alfred Hitchcock présente (Alfred Hitchcock presents), Saison 1, épisode 7 Breakdown (1955) d'Alfred Hitchcock et épisode 15 The Big Switch (1956) de Don Weis
- 1960 : Le Monde merveilleux de Disney (The Wonderful World of Disney ou Disneyland), Saison 6, épisodes 20, 21 et 22 Texas John Slaughter, Part I (Apache Friendship), Part II (Kentucky Gunslick) & Part III (Geronimo's Revenge)
- 1960 : Peter Gunn, Saison 2, épisode 23 Sing a Song of Murder de Lamont Johnson
- 1963 : Le Fugitif, Saison 1, épisode 6 Décision sur le ring (Decision in the Ring)
- 1964 : Les Aventuriers du Far West (Death Valley Days), Saison 13, épisode 5 The Other White Man
- 1965 : Le Jeune Docteur Kildare (Dr. Kildare), Saison 5, épisode 13 The Life Machine, épisode 15 Wives and Lovers et épisode 18 Hour of Decision
- 1966 : Première série L'Homme à la Rolls (Burke's Law), Saison 3, épisodes 16 et 17 Terror in a Tiny Town, Parts I & II
- 1968 : Les Bannis (The Outcasts), Saison unique, épisode 7 Je me nomme Jemal (My Name is Jemal) d'Harvey Hart
- 1968 : Le Virginien (The Virginian), Saison 7, épisode 11 The Mustangers de Charles S. Dubin
- 1969 : Mannix, Saison 3, épisode 10 Les Bruits de la nuit (The Sound of Darkness) de Corey Allen